# Zaruma (cantão)
Zaruma é um cantão do Equador localizado na província de El Oro.
A capital do cantão é a cidade de Zaruma.